# 茂林寺 (新潟市)
茂林寺（もりんじ）は、新潟県新潟市秋葉区にある曹洞宗の寺院。

## 歴史
1669年（寛文9年）、坂井家の開基である。坂井家は新発田藩の庄屋である。
明治時代の大火で本堂は焼失したが、地蔵菩薩像は何とか持ち出すことに成功した。この地蔵は「子育延命地蔵尊」と呼ばれ、1937年（昭和12年）に国宝（旧国宝、現在の重要文化財に相当）に指定された。明治の大火の際に、顔などが破損していたが、戦後の修理により往時の姿を取り戻した。通常は秘仏で、毎年5月7日・8日に開帳することになっている。

## 文化財
- 木造地蔵菩薩半跏像（重要文化財 昭和12年5月25日指定）[3]

## 交通アクセス
- 矢代田駅より車7分。